# Бурак Ярослав Йосипович

Пам'ятна таблиця у Львові на вулиці Дудаєва, 15

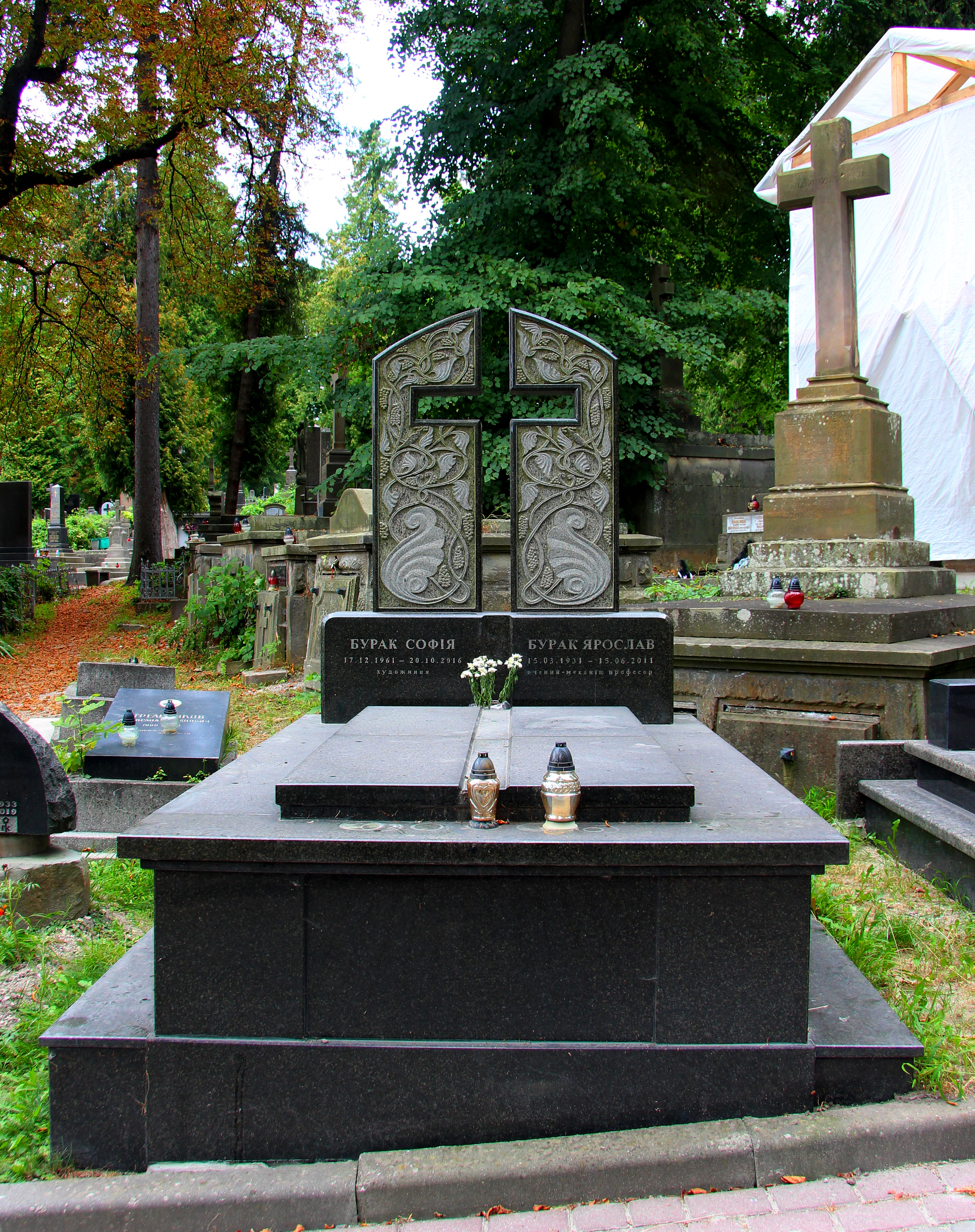
Надгробок на Личаківському цвинтарі

Бурак Ярослав Йосипович (15 березня 1931 — 15 червня 2011) — український фізик, фахівець у галузі механіки деформівного твердого тіла та термодинаміки нерівноважних процесів, член-кореспондент Національної академії наук України (1985), доктор фізико-математичних наук (1970) заслужений діяч наук України (1982), лауреат Державної премії України у галузі науки і техніки (1975). Науковий керівник Центру математичного моделювання Інституту прикладних проблем механіки і математики ім. Я. С. Підстригача НАН України.

## Біографічні відомості
Народився 15 березня 1931 року в селі Підгородне (Золочівський район Львівської області). Після закінчення в 1948 році Золочівської середньої школи він вступає до Львівського державного університету імені Івана Франка на фізико-математичний факультет, який закінчує з відзнакою в 1953 році за спеціальністю «механіка».

## Наукова діяльність
У 1953—1955 роках працював інженером у лабораторії фотопружності Інституту машинознавства і автоматики Академії наук України, в 1955—1958 роках навчається в аспірантурі Львівського політехнічного інституту за спеціальністю «опір матеріалів». Під час навчання в аспірантурі займаєвся узагальненням класичних моделей деформування призматичних стержнів в умовах поперечного згину. За результатами цих досліджень у 1960 році захистив дисертацію на здобуття наукового ступеня кандидата фізико-математичних наук.
Після закінчення аспірантури, починаючи з 1958 року працював в системі Академії наук України. З 1958 року в Інституті машинознавства і автоматики Академії наук України (з 1964 р. — Фізико-механічний інститут АН України) він спільно з Я. С. Підстригачем розробив методи побудови особливих розв'язків динамічних задач теорії пружності та термопружності при зосереджених рухомих і нерухомих силових навантаженнях з урахуванням їх мультипольної структури. Запропоновані математичні підходи надалі були використані для дослідження напружено-деформованого стану твердого тіла, зокрема, релаксації напружень в околі крайової дислокації Пайерлса у зв'язку з утворенням атмосфери Котрелла.
Починаючи з другої половини шістдесятих років працював над побудовою фізико-математичних моделей діелектричних та електропровідних неферомагнітних пружних тіл. Мабуть, уперше в світовій літературі, використовуючи уявлення про тензорний характер локального розподілу електричних зарядів, він отримує повну систему рівнянь для опису процесів деформування та поляризації діелектриків. У випадку електропровідних неферомагнітних пружних тіл, виходячи з основних положень термодинаміки нерівноважних процесів і механіки суцільного середовища, побудовано математичну модель, у рамках якої кількісно описано механічні, теплові та електромагнітні процеси з урахуванням поля електродного потенціалу (хімічного потенціалу електронної підсистеми металу). На цій основі Я. Й. Бураком і його учнями проведено широкий спектр досліджень електричних (катодно-анодних) явищ та поверхневих ефектів у неоднорідно деформованих твердих тілах з метою вивчення міцнісних властивостей таких тіл та кінетики протікання у них корозійних процесів.
Тоді ж Я. Й. Бурак спільно з Е. I. Григолюком і Я. С. Підстригачем розпочинають дослідження з розробки теоретичних основ і методів оптимізації термонапруженого стану деформівних тіл для створення раціональних режимів і схем високотемпературної локальної обробки зварних елементів тонкостінних конструкцій. Були сформульовані і розв'язані нові некласичні екстремальні задачі термомеханіки оболонок і пластин при заданих областях допустимої зміни функції керування та обмеженнях на параметри розглядуваних фізико-механічних процесів. Прикладні результати цих досліджень були впроваджені у виробництво та закладені в основу Міжгалузевого стандарту зонального відпуску зварних тонкостінних конструкцій.
Необхідність розв'язування інженерних задач, пов'язаних з дослідженням температурних полів і напружень за індукційної термообробки, привела Я. Й. Бурака до створення теорії та методів термомеханіки електропровідних тіл, які перебувають під дією зовнішніх усталених та квазіусталених електромагнітних полів. У рамках запропонованого підходу було розроблено ефективні методи та розрахункові схеми визначення й оптимізації напружено-деформованого стану елементів конструкцій та приладів стосовно конкретних умов індукційної термообробки. Надалі роботи у галузі оптимізації розвивались у напрямку розробки теоретичних основ створення раціональних технологій термообробки при виготовленні електровакуумних та електроннопроменевих приладів, а також заварюванні дефектів та під'єднанні відводів на діючих магістральних нафтопроводах.
Під керівництвом Я. Й. Бурака розвинуті методи дослідження магнітотермопружних процесів у неферомагнітних неполяризованих електропровідних тілах за дії періодичних у часі комплексних навантажень; процесу деформування багатокомпонентних твердих тіл з урахуванням алотропних перетворень, теплопровідності та дифузії, а також фізико-механічних процесів у напівпровідникових системах з використанням багатоконтинуумного підходу.
Останнім часом увага Я. Й. Бурака сконцентрована на проблемах розробки локально-градієнтного термодинамічного підходу до побудови моделей нелінійної термомеханіки. У цьому підході враховуються локальні пружні зміщення, які пов'язані з градієнтністю поля хімічного потенціалу і взаємозв'язком деформаційної та поступальної форм руху. Це дало можливість повніше описати приповерхневі явища й ефекти поляризації в одно- та багатокомпонентних термопружних структурах.
Започатковано також дослідження в галузі математичних проблем нелінійної механіки деформівних пружних систем. Сформульовано, зокрема, варіаційні постановки крайових задач нелінійної теорії пружності та термопружності на основі повних функціоналів Гамільтона. Запропонований енергетичний підхід дозволяє встановлювати достатні умови існування та єдиності слабких розв'язків крайових задач, а також є вихідним для розробки алгоритмів числової реалізації конкретних задач.
Науковий доробок Я. Й. Бурака становить 11 наукових монографій, близько 400 інших наукових публікацій, 5 авторських свідоцтв про винаходи. Одержані результати досліджень дозволили Я. Й. Бураку в 1970 році захистити дисертацію на здобуття наукового ступеня доктора фізико-математичних наук, а в 1976 році отримати звання професора. В 1985 році його обрано членом-кореспондентом Академії наук України.
У 1975 році за розробку і впровадження у практику оптимальних режимів зонального відпускання зварних швів у конструкціях оболонкового типу Я. Й. Бураку було присуджено Державну премію України у галузі науки і техніки. У 1982 році Я. Й. Бураку присвоєно почесне звання «Заслужений діяч науки України», а в 1999 році за дослідження, присвячені розробці математичних моделей i методів розв'язування крайових задач термомеханіки електропровідних континуальних систем, присуджено премію ім. М. М. Крилова НАН України.
Я. Й. Бурак проводить велику науково-організаційну роботу як завідувач відділу (1969—1995 рр. — Фізико-механічний Інститут АН України, Львівський філіал математичної фізики Інституту математики АН України, Інститут прикладних проблем механіки і математики НАН України), науковий керівник Центру математичного моделювання Інституту прикладних проблем механіки і математики ім. Я. С. Підстригача НАН України (з 1995 р.), заступник голови спеціалізованої Вченої ради із захисту докторських та кандидатських дисертацій при ІППММ НАН України (з 1977 року), член ради Державного фонду фундаментальних досліджень Міністерства освіти та науки України, головний редактор наукового збірника «Фізико-математичне моделювання та інформаційні технології», член редколегій журналів «Математичні методи і фізико-механічні поля», «Машинознавство», «Вісник Львівського університету» та «Волинський математичний вісник». Він дійсний член Наукового товариства ім. Т. Шевченка, член Національного комітету з теоретичної та прикладної механіки України та Європейського товариства механіків «Euromech».
Плідну наукову та науково-організаційну роботу Я. Й. Бурак поєднує з педагогічною діяльністю. Упродовж 35 років він викладає у Львівському національному університеті імені Івана Франка; був заступником завідувача, а потім завідувачем спільної з Інститутом прикладних проблем механіки і математики ім. Я. С. Підстригача НАН України кафедри математичного моделювання цього університету. У даний час — професор кафедри прикладної математики Національного університету «Львівська політехніка». Серед його учнів 8 докторів та 36 кандидатів наук.
Зусиллями Я. Й. Бурака, його наукових колег та учнів у Львові створено наукову школу з проблем континуально-термодинамічного моделювання та оптимізації нелінійних локально нерівноважних систем.
За заслуги в розвитку науки, впровадження її результатів у виробництво, підготовку наукових кадрів і виховання студентської молоді Я. Й. Бурак відзначений урядовими нагородами та почесними грамотами Президії НАН України.
Помер у Львові, похований у родинному гробівці на 68 полі Личаківського цвинтаря.

## Основні праці
- Аналітична механіка локально навантажених оболонок / Я. Й. Бурак, Ю. К. Рудавський, М. А. Сухорольський; Нац. ун-т «Львів. політехніка». — Л.: Інтелект-Захід, 2007. — 240 с. — Бібліогр.: с. 235—239. — ISBN 966-7597-63-6. — укр.
- Визначальні співвідношення нелінійних пружних систем з урахуванням взаємодії процесу деформування та поступального руху / Я. Й. Бурак, С. М. Красовський // Доп. НАН України. — 2001. — N 11. — С. 39-42. — Бібліогр.: 2 назв. — укр.
- Визначення параметрів термомеханічного стану термочутливих магнітотвердих феромагнітних тіл за умов дії квазіусталених електромагнітних полів / Я. Й. Бурак, О. Р. Гачкевич, Б. Д. Дробенко // Доп. НАН України. — 2007. — N 8. — С. 53-58. — Бібліогр.: 15 назв. — укр.
- Вплив дисперсії розмірів пор на початковий етап процесу осушення пористих тіл / Я. Бурак, Б. Гайвась, В. Кондрат // Фіз.-мат. моделювання та інформ. технології: Наук. зб. — 2005. — Вип. 2. — С. 7-17. — Бібліогр.: 5 назв. — укр.
- Вплив структури бабіту на напружено-деформований стан у зоні тертьового контакту / Я. Й. Бурак, М. О. Кузін // Фіз.-хім. механіка матеріалів. — 2007. — 43, N 6. — С. 27-30. — Бібліогр.: 8 назв. — укр.
- Динамічні процеси в пружних системах з урахуванням нелінійного взаємовпливу різних форм руху / Я. Й. Бурак, П. І. Каленюк, О. Я. Мічуда // Мат. методи та фіз.-мех. поля. — 2002. — 45, N 4. — С. 35-39. — Бібліогр.: 7 назв. — укр.
- До математичного моделювання та вивчення процесу осушення пористих тіл / Б. Гайвась, Я. Бурак, В. Кондрат // Фіз.-мат. моделювання та інформ. технології: Наук. зб. — 2005. — Вип. 1. — С. 20-29. — Бібліогр.: 19 назв. — укр.
- Енергетичний підхід до моделювання динамічних процесів у гетерогенних пружних середовищах / Я. Й. Бурак, Л. П. Казьмір // Доп. НАН України. — 2000. — N 9. — С. 50-55. — Бібліогр.: 5 назв. — укр.
- Енергетичні та термодинамічні аспекти математичного моделювання термомеханічних процесів у деформівних термопружних тілах з урахуванням дисипативних ефектів / Я. Бурак, Г. Мороз // Фіз.-мат. моделювання та інформ. технології: наук. зб. — 2008. — Вип. 8. — С. 11-18. — Бібліогр.: 11 назв. — укр.
- Інститут прикладних проблем механіки і математики ім. Я. С. Підстригача = Pidstryhach Institute for Applied Problems of Mechanics and Mathematics: [наук.-іст. вид.] / Ред.: Я. Й. Бурак; НАН України. — 2-ге вид., доповн. — Л.: [ІППММ ім. Я. С. Підстригача НАН України], 2008. — 164 с. — укр.
- Континуально-термодинамічні моделі механіки твердих розчинів: Моногр. / Я. Й. Бурак, Є. Я. Чапля, О. Ю. Чернуха; НАН України. Центр мат. моделювання Ін-ту приклад. пробл. механіки і математики ім. Я. С. Підстригача. — К.: Наук. думка, 2006. — 272 с. — (Проект «Наук. кн.»). — Бібліогр.: с. 258—268. — ISBN 966-00-0478-8. — укр.
- Крайові задачі локально-моментної теорії пружності. Варіаційні формулювання / Я. Бурак, Г. Мороз // Фіз.-мат. моделювання та інформ. технології: Наук. зб. — 2005. — Вип. 1. — С. 9-19. — Бібліогр.: 6 назв. — укр.
- Математична модель термомеханіки з урахуванням дисипативних процесів при формуванні приповерхневих явищ / Я. Й. Бурак, Г. І. Мороз, З. В. Бойко // Доп. НАН України. — 2008. — N 9. — С. 65-71. — Бібліогр.: 10 назв. — укр.
- Математичне моделювання крайових задач нелінійної моментної теорії пружності з використанням варіаційного підходу / Я. Й. Бурак, Г. І. Мороз // Доп. НАН України. — 2003. — N 7. — С. 40-45. — Бібліогр.: 4 назв. — укр.
- Математичне моделювання та оптимізація термопружних систем на основі поєднання енергетичного та термодинамічного підходів / Я. Й. Бурак, Г. І. Мороз, З. В. Бойко // Мат. методи та фіз.-мех. поля. — 2008. — 51, N 4. — С. 129—135. — Бібліогр.: 14 назв. — укр.
- Математичне моделювання термомеханічних процесів у пружних тілах із врахуванням локального зміщення маси / Я. Й. Бурак, Є. Я. Чапля, В. Ф. Кондрат, О. Р. Грицина // Доп. НАН України. — 2007. — N 6. — С. 45-49. — Бібліогр.: 7 назв. — укр.
- Математичні проблеми нелінійної механіки пружних систем / Я. Й. Бурак, Г. І. Мороз // Мат. методи та фіз.-мех. поля. — 2002. — 45, N 4. — С. 40-46. — Бібліогр.: 6 назв. — укр.
- Механічні та теплові процеси в бінарних системах / Я. Бурак, Я. Луковський, П. Пелех, Є. Чапля // Фіз.-мат. моделювання та інформ. технології: Наук. зб. — 2007. — Вип. 5. — С. 7-18. — Бібліогр.: 13 назв. — укр.
- Моделювання та оптимізація в термомеханіці електропровідних неоднорідних тіл: монографія: у 5 т. Т. 1. Термомеханіка багатокомпонентних тіл низької електропровідності / Я. Й. Бурак, О. Р. Гачкевич, Р. Ф. Терлецький; Ін-т приклад. пробл. механіки і математики ім. Я. С. Підстригача НАН України. — Л.: СПОЛОМ, 2006. — 300 с. — Бібліогр.: 366 назв. — ISBN 966-665-427-X. — ISBN 966-665-428-8. — укр.
- Оптимізація режимів охолодження твердих тіл за критерієм однорідності історії охолодження / В. І. Асташкін, Я. Й. Бурак, Б. Д. Дробенко // Доп. НАН України. — 2004. — N 7. — С. 86-89. — Бібліогр.: 8 назв. — укр.

The optimal control problem of cooling processes at a heat treatment of solids by the criterion of cooling homogeneity is formulated. The solutions for plates of various thicknesses are obtained.

Індекс рубрикатора НБУВ: В368.3
Шифр зберігання книги/журналу в НБУВ: Ж22412/а
- Особливості творчого процесу академіка НАН України Ярослава Степановича Підстригача / Г. С. Кіт, Я. Й. Бурак, П. Р. Шевчук // Мат. методи та фіз.-мех. поля. — 1998. — 41, N 1. — С. 7-11. — Бібліогр.: 32 назв. — укр.

Індекс рубрикатора НБУВ: В2 д(4УКР)
- Поверхностные напряжения в слое. Влияние температуры и примесей на прочность / Я. И. Бурак, Т. С. Нагирный, О. Р. Грицина, К. А. Червинка // Пробл. прочности. — 2000. — N 6. — С. 35-43. — Библиогр.: 8 назв. — рус.

З використанням локально-градієнтного підходу вивчено поверхневі напруження в розтягнутому термопружному шарі. Знайдено інтенсивність зовнішнього силового навантаження, що призводить до руйнування шару. Досліджено розмірні ефекти вплив температури та домішок на параметри міцності.

Індекс рубрикатора НБУВ: В251.106.5 + Ж121.031
Шифр зберігання книги/журналу в НБУВ: Ж61773
- Послідовнісний підхід до побудови узагальнених розв'язків крайових задач теорії пружності для ортотропного тіла / Я. Й. Бурак, М. А. Сухорольський // Мат. методи та фіз.-мех. поля. — 2005. — 48, N 3. — С. 68-74. — Бібліогр.: 8 назв. — укр.

Систему фундаментальних розв'язків рівнянь теорії пружності для ортотропного тіла побудовано у вигляді границь послідовностей узагальнених сум тригонометричних рядів. Досліджено умови їх рівномірної збіжності.

Індекс рубрикатора НБУВ: В252.109.2
Шифр зберігання книги/журналу в НБУВ: Ж64699
- Приповерхневі механоелектромагнетні явища у термопружних поляризовних тілах за локального зміщення маси / Я. Й. Бурак, В. Ф. Кондрат, О. Р. Грицина // Фіз.-хім. механіка матеріалів. — 2007. — 43, N 4. — С. 5-17. — Бібліогр.: 70 назв. — укр.

Індекс рубрикатора НБУВ: В251.106.3
Шифр зберігання книги/журналу в НБУВ: Ж29109
- Про варіаційне формулювання крайових задач несиметричної теорії пружності з урахуванням галуження процесу деформування / Я. Й. Бурак, Є. Я. Чапля, Г. І. Мороз // Мат. методи та фіз.-мех. поля. — 2007. — 50, N 3. — С. 129—139. — Бібліогр.: 9 назв. — укр.

Запропоновано варіаційну постановку крайових задач механіки пружних систем, які знаходяться під дією силового навантаження, як у межах моделі класичної теорії пружності, так і моделі моментної теорії пружності (ММТП). Показано, що в межах ММТП за одного й того ж зовнішнього силового навантаження у пружному тілі враховується додатково релаксація напруженого стану, яка зумовлює зменшення енергії пружного деформування. У цьому випадку додатковими внутрішніми ступенями свободи є вектор густини моментного імпульсу та тензор градієнта локального повороту.

Індекс рубрикатора НБУВ: В251.1-01
Шифр зберігання книги/журналу в НБУВ: Ж64699
- Про вибір параметрів локального термодинамічного стану в механіці твердих розчинів / Я. Й. Бурак, Є. Я. Чапля, В. Ф. Кондрат // Мат. методи та фіз.-мех. поля. — 2003. — 46, N 1. — С. 125—133. — Бібліогр.: 18 назв. — укр.

Сформульовано вихідні термодинамічні співвідношення для твердих деформівних систем змінної маси. Запропоновано одне з можливих означень тензора хімічного потенціалу для твердої фази на підставі розгляду умов її термодинамічної рівноваги з рідкою фазою.

Індекс рубрикатора НБУВ: В272.33
Шифр зберігання книги/журналу в НБУВ: Ж64699
- Про визначальні співвідношення в механіці інерційних пружних систем / Я. Й. Бурак, П. І. Каленюк, О. Я. Мічуда // Доп. НАН України. — 2004. — N 3. — С. 41-45. — Бібліогр.: 4 назв. — укр.

An approach and a methodology are proposed for constructing the constitutive relationships of the mechanics of dynamic elastic systems allowing for the interrelation of a local inertial motion and a thermodynamic state.

Індекс рубрикатора НБУВ: В251.103
Шифр зберігання книги/журналу в НБУВ:
- Про два варіанти варіаційного формулювання крайових задач нелінійної механіки пружних систем / Я. Й. Бурак, Г. І. Мороз // Мат. методи та фіз.-мех. поля. — 2004. — 47, N 3. — С. 78-86. — Бібліогр.: 7 назв. — укр.

Запропоновано варіаційні формулювання математичних моделей нелінійної механіки деформівних пружних систем на базі повних енергетичних функціоналів і відповідні їм варіаційні постановки крайових задач у переміщеннях і напруженнях. Сформульовано умови опуклості функціоналів.

Індекс рубрикатора НБУВ: В251.1-2-01
Шифр зберігання книги/журналу в НБУВ: Ж64699
- Про енергетичний підхід і термодинамічні засади варіаційного формулювання крайових задач термомеханіки з урахуванням приповерхневих явищ / Я. Й. Бурак, Г. І. Мороз, З. В. Бойко // Мат. методи та фіз.-мех. поля. — 2009. — 52, N 2. — С. 55-65. — Бібліогр.: 17 назв. — укр.
- Про оптимальні форми пружних тіл в задачах їх стійкості за двома мірами / Я. Й. Бурак, П. П. Доманський // Доп. НАН України. — 2001. — N 12. — С. 40-46. — Бібліогр.: 8 назв. — укр.

The statement and strategy of resolving the problem of optimization of the form of elastic bodies on investigating their stability for two measures is proposed. The counterpart of the Lyapunov direct method for systems with distributed parameters is applied. The optimization problem is solved by the variational calculus methods. The obtained results are illustrated by the examples of pivots with varying cross sections, which are affected by axial compressing forces.

Індекс рубрикатора НБУВ: В251.101.7
Шифр зберігання книги/журналу в НБУВ: Ж22412/а
- Про побудову аналогу функціоналу Лагранжа крайових задач нелінійної теорії пружних пластин / Я. Й. Бурак, Г. І. Мороз // Доп. НАН України. — 1999. — N 2. — С. 7-11. — Бібліогр.: 3 назв. — укр.

Індекс рубрикатора НБУВ: В251.630
- Про термодинамічні аспекти приповерхневих явищ у термопружних системах / Я. Й. Бурак, Є. Я. Чапля // Фіз.-хім. механіка матеріалів. — 2006. — 42, N 1. — С. 39-44. — Бібліогр.: 13 назв. — укр.

Предложены энергетический подход и методика модельного описания кинетики формирования приповерхностных явлений в термоупругих телах в процессе перехода от однородного (естественного) состояния к локально градиентному стационарному. Сформулированы определяющие уравнения локального термодинамического состояния и диссипативных процессов. Полученные соотношения являются исходными для постановки соответствующих краевых задач и количественного анализа приповерхностных явлений в зависимости от граничных условий на поверхности контакта термоупругого тела с внешней средой.

Індекс рубрикатора НБУВ: В251.106.6
Шифр зберігання книги/журналу в НБУВ: Ж29109
- Про термодинамічні основи теорії локально-градієнтних механотермодифузійних систем / Я. Й. Бурак, Т. С. Нагірний, Є. Я. Чапля // Мат. методи та фіз.-мех. поля. — 1998. — 41, N 1. — С. 62-72. — Бібліогр.: 33 назв. — укр.

У рамках континуально-термодинамічного підходу узагальнено рівняння Гіббса та отримано вихідні співвідношення локально-градієнтної механотермодифузії. Сформульовано залежності між термодинамічними потоками й силами у вигляді функціоналів. Знайдено такі функції впливу, які зумовлюють розширення фазового простору визначення термодинамічних потенціалів градієнтами інтенсивних параметрів рівноважного стану системи. Показано, що такі функції впливу пов'язані з незатухаючою пам'яттю тіла про дію у початковий момент часу.

Індекс рубрикатора НБУВ: В251 + В375.6
- Про умови коректності одного класу крайових задач масопереносу домішкової речовини двома шляхами / Я. Й. Бурак, О. Ю. Чернуха, Г. І. Мороз // Мат. методи та фіз.-мех. поля. — 2002. — 45, N 3. — С. 77-84. — Бібліогр.: 10 назв. — укр.

Доведено існування та єдиність розв'язку крайової задачі вертикальної гетеродифузії частинок домішкової речовини в шарі двома шляхами з урахуванням конвективної складової. Розв'язок побудовано у вигляді абсолютно та рівномірно збіжного інтегрального ряду. Одержано оцінку залишкових членів ряду.

Індекс рубрикатора НБУВ: В161.6-3 + В251.109-23
Шифр зберігання книги/журналу в НБУВ: Ж64699
- Про умови коректності фізично нелінійних крайових задач теорії пружності / Я. Й. Бурак, Г. І. Мороз // Доп. НАН України. — 2001. — N 12. — С. 7-12. — Бібліогр.: 7 назв. — укр.

On the basis of the functional approach, the conditions of correctness are stated for locally formulated boundary-value problems of the nonlinear theory of isotropic elastic bodies in the three-dimensional statement. We use the known unique existence theorems for the minimum of a functional being lower semicontinuous in the weak topology of a reflexive Banach space.

Індекс рубрикатора НБУВ: В162.62 + В251-3
Шифр зберігання книги/журналу в НБУВ: Ж22412/а
- Термопружність неферомагнітних електропровідних тіл за умов дії імпульсних електромагнітних полів / Я. Й. Бурак, О. Р. Гачкевич, Р. С. Мусій // Мат. методи та фіз.-мех. поля. — 2006. — 49, N 1. — С. 75-84. — Бібліогр.: 23 назв. — укр.

Запропоновано математичну модель опису та методику визначення термонапруженого стану неферомагнітних електропровідних тіл за умов дії зовнішніх неусталених електромагнітних полів імпульсного типу, які мають характер широко використовуваного в інженерній практиці режиму з модуляцією амплітуди за імпульсного модулювального сигналу. Модель є розвитком відомих з літератури моделей для квазіусталеного та імпульсного електромагнітних полів. Як приклад досліджено термомеханічну поведінку суцільного та порожнистого циліндрів за такої дії.

Індекс рубрикатора НБУВ: В251.106.506.3
Шифр зберігання книги/журналу в НБУВ: Ж64699
- Умови коректності крайової задачі вертикальної гетеродифузії з урахуванням конвективної складової / Я. Й. Бурак, О. Ю. Чернуха, Г. І. Мороз // Доп. НАН України. — 2002. — N 6. — С. 56-61. — Бібліогр.: 5 назв. — укр.

With regard for the convective component, we consider the process of heterodiffusion of an admixture in the layer by two ways. A solution of the boundary-value problem is constructed in the form of an integral series that is absolutely and uniformly convergent. The existence and uniqueness of the solution is proved, and the remainder terms of the series are estimated.

Індекс рубрикатора НБУВ: В372.312 + В375.6
Шифр зберігання книги/журналу в НБУВ: Ж22412/а
- Устойчивость по двум мерам сжатых осевыми силами упругих цилиндрических тел / Я. И. Бурак, П. П. Доманский, Р. В. Ардан // Приклад. механика. — 2000. — 36, N 8. — С. 79-86. — Библиогр.: 16 назв. — рус.

За міру відхилення базового розв'язку від збуреного приймаються два невід'ємних інтегральних функціонали. Одержано достатні умови стійкості за вибраними мірами нульового розв'язку лінеаризованого рівняння стійкості руху ізотропних пружних тіл, на які діють «мертві» поверхневі навантаження. Під час визначення критичних значень параметрів силового навантаження циліндричних тіл використано метод інтегральних оцінок. Знайдено такі значення для випадку навантаження циліндричного тіла зі стандартного матеріалу другого порядку осьовими стискуючими силами за різних умов закріплення.

Індекс рубрикатора НБУВ: В251.037
Шифр зберігання книги/журналу в НБУВ: Ж29095
- Фізико-математичне моделювання складних систем: Моногр. / Я. Й. Бурак, Є. Я. Чапля, Т. С. Нагірний, В. Ф. Чекурін, В. Ф. Кондрат; НАН України. Центр мат. моделювання Ін-ту приклад. пробл. механіки і математики ім. Я. С. Підстригача. — Л.: Сполом, 2004. — 264 с.: рис. — ISBN 966-665-155-6. — укр.

Наведено підходи та методи побудови математичних моделей, розглянуто фізико-механічні процеси у складних системах: фізично нелінійно пружних, локально градієнтних, напівпровідникових. Здійснено моделювання приповерхневих явищ у термопружних тілах, описано рівняння термомеханіки пористого насиченого середовища з урахуванням масопереносу та електромагнітних процесів. Охарактеризовано масові потоки в двошаровій структурі.

Індекс рубрикатора НБУВ: В2 в641.8,021
Шифр зберігання книги/журналу в НБУВ: ВА647306
- Фізико-математичне моделювання та інформаційні технології = Physico-mathematical modelling and informational technologies: Наук. зб. Вип. 1 / Ред.: Я. Бурак; Центр мат. моделювання Ін-ту приклад. пробл. механіки і математики ім. Я. С. Підстригача НАН України. — Л., 2004. — 167 с. — укр.

Розглянуто крайові задачі локально-моментної теорії пружності, питання математичного моделювання та вивчення процесу осушення пористих тіл, числового моделювання процесів високотемпературної індукційної обробки нелінійних електропровідних тіл. Викладено гетерогенний підхід до моделювання процесу теплоперенесення в багатошарових конструкціях з урахуванням малих товщин окремих шарів. Описано ітераційні методи розв'язування задачі про розподіл тиску газу в трубопроводах. Проаналізовано шляхи підвищення ефективності процесу проектування радіоелектронних схем. Наведено оцінку функціональної стійкості розподілених інформаційно-керуючих систем.

Індекс рубрикатора НБУВ: В.я54(4УКР) + Ж.я54(4УКР)
Шифр зберігання книги/журналу в НБУВ: Ж72935
- Фізико-математичне моделювання та інформаційні технології = Physico-mathematical modelling and informational technologies: Наук. зб. Вип. 2 / Ред.: Я. Бурак; Центр мат. моделювання Ін-ту приклад. пробл. механіки і математики ім. Я. С. Підстригача НАН України. — Л., 2005. — 195 с. — укр.

Проаналізовано математичну модель початкового етапу природного осушування насиченого рідиною пористого шару з урахуванням дисперсії розмірів пор. Розглянуто питання використання взаємозв'язку тепло- і вологопровідності для відтворення початкового розподілу вологості тіла за його температурними даними. Висвітлено динаміку електродифузійних процесів під час утворення контакту різнорідних фаз та збурення електромагнітного поля. Вивчено кінетику переносу радіонуклідів у склоподібних радіоактивно збуджених матеріалах. Описано теорію термомеханічних процесів в аморфних діелектриках за умов високих температур.

Індекс рубрикатора НБУВ: В.я54(4УКР)2
Шифр зберігання книги/журналу в НБУВ: Ж72935
- Фізико-математичне моделювання та інформаційні технології = Physico-mathematical modelling and informational technologies: Наук. зб. Вип. 3 / Ред.: Я. Бурак; Центр мат. моделювання Ін-ту приклад. пробл. механіки і математики ім. Я. С. Підстригача НАН України. — Л., 2006. — 243 с. — укр.

Висвітлено проблеми фізичної інтерпретації тензора дифузійних напружень і кінетичної енергії дифузії. Описано математичну модель деформування пружного півпростору за дії нормального навантаження на його границі. Проаналізовано механотермодифузійні процеси в частково прозорих деформівних твердих тілах з домішками під час електромагнітного опромінення за світлового діапазону частот. Розглянуто питання математичного моделювання в термомеханіці пружних оболонок за умов ітераційно-моментного підходу, фізико-механічних процесів у пористих насичених тілах, побудови динамічних рівнянь електромагнітомеханіки діелектриків і п'єзолектриків на основі двохконтинуумної механіки, застосування гамільтонового формалізму в теорії поширення магнітов'язкопружних хвиль зсуву в неоднорідно-періодичних середовищах. Визначено ефективність електромеханічного перетворення енергії при резонансних коливаннях елементів конструкцій з п'єзокераміки.
Індекс рубрикатора НБУВ: В.я54(4УКР)2
Шифр зберігання книги/журналу в НБУВ: Ж72935
- Электродиффузия примесных частиц в насыщенных пористых средах / Я. И. Бурак, А. Редеи, Е. Я. Чапля // Доп. НАН України. — 2005. — N 4. — С. 39-43. — Библиогр.: 11 назв. — рус.

Initial correlations within the electrodiffusion model of admixture particles in saturated porous media taking into account their mobile and bound states have been obtained. The partial cases of the full dissociation of an admixture salt and the local electroneutrality of a medium have been considered.
Індекс рубрикатора НБУВ: В253.342.1
Шифр зберігання книги/журналу в НБУВ: Ж22412/а
- Энергетический подход к формулировке краевых задач нелинейной термомеханики упругих систем / Я. И. Бурак, Г. И. Мороз // Приклад. механика. — 2005. — 41, N 9. — С. 52-59. — Библиогр.: 16 назв. — рус.

Запропоновано енергетичний підхід до побудови визначальних фізичних співвідношень нелінійної термомеханіки інерційних пружних систем. Введено потенціал локального інерційного термодинамічного стану й потенціал термопружного розсіяння енергії. Варіаційне формулювання нелінійних крайових задач термопружності реалізується на базі побудованого енергетичного функціонала Гамільтона. Сформульовано достатні умови опуклості функціонала.

Індекс рубрикатора НБУВ: В251.1-2
Шифр зберігання книги/журналу в НБУВ: Ж29095
- Я. С. Підстригач — видатний вчений та організатор науки / Я. Й. Бурак, Г. С. Кіт, Р. М. Кушнір // Мат. методи та фіз.-мех. поля. — 2008. — 51, N 2. — С. 9-13. — Бібліогр.: 35 назв. — укр.

Індекс рубрикатора НБУВ: В.д(4УКР)3
Шифр зберігання книги/журналу в НБУВ: Ж64699
- Acoustooptic Interaction in Barium Beta-Borate Crystals = Акустооптична взаємодія у кристалах бета-борату барію / I. Martynyuk-Lototska, T. Dudok, Ya. Dyachok, Ya. Burak, R. Vlokh // Ukr. J. Phys. Optics. — 2004. — Vol. 5, N 2. — С. 67-69. — Бібліогр.: 3 назв. — англ.

Ключ. слова: acoustooptic effect, borate crystals
Індекс рубрикатора НБУВ: В374
Шифр зберігання книги/журналу в НБУВ: Ж42080
- Electrical conductivity of BaB2O4 single crystals = Електропровідність монокристалів BaB2O4 / V.T. Adamiv, Ya.V. Burak, I.V. Garapyn, I.M. Teslyuk // Functional Materials. — 2000. — 7, N 2. — С. 344—346. — Бібліогр.: 6 назв. — англ.

Наведено результати досліджень електропровідності монокристалів alpha — BaB2O4 та beta — BaB2O4 у температурному інтервалі 300 — 900 К. Температурні залежності провідності обох модифікацій дуже близькі за умови, що температури нижчі ніж 500 К, і дещо відрізняються у разі вищих температур. Для прямолінійних ділянок залежностей lg sigma = f(103 / T) розраховано енергії активації. Проведений аналіз результатів показав, що за температур нижчих за 500 К електропровідність має електронний характер, а за температур вищих за 700 К переважає іонна складова.

Індекс рубрикатора НБУВ: В379.271.2
Шифр зберігання книги/журналу в НБУВ: Ж41115

## Журнальні публікації
- Бурак Я. І., Огірко І. В. Застосування методу нелінійної релаксації до оптимізації нагріву оболонок обертання // Тез. докл. VII науч. конф. по застосуванню ЕОМ в механіці деформ. тв. тіла (Ташкент, 30 сент. — 2 жовтня. 1975 р.). — Ташкент, 1975. — Ч. ІІІ. — С.5.
- Бурак Я. І., Огірко І. В. Про визначення термопружності стану оболонки екрану кінескоп з урахуванням температурної залежності характеристик матеріалу // Якість, міцність, надійність і технологічність електровакуумних приладів. — Київ: Наук. думка, 1976. — С.59-62.
- Бурак Я. І., Огірко І. В. Оптимальний нагрів циліндричної оболонки з залежними від температури характеристиками матеріалу // Мат. методи і фіз.-мех. поля. — 1977. — Вип. 5. — С.26-30.